# ラヴァル
ラヴァル（フランス語: Laval）は、フランス西部、ペイ・ド・ラ・ロワール地域圏の都市である。マイエンヌ県の県庁所在地。1999年の人口は約5万人。主な産業は酪農、電機産業、農業。
1999年以降毎年行われている欧州最大のバーチャルリアリティコンベンション「ラヴァル・バーチャル」の開催地として知られている。

## 人口統計
| 1962年 | 1968年 | 1975年 | 1982年 | 1990年 | 1999年 | 2006年 | 2012年 |
| ------ | ------ | ------ | ------ | ------ | ------ | ------ | ------ |
| 39 283 | 45 674 | 51 544 | 50 360 | 50 473 | 50 947 | 51 233 | 50 658 |

source=1999年までLdh/EHESS/Cassini、2004年以降INSEE

## スポーツ
- スタッド・ラヴァル - サッカークラブ

## 著名出身人物
- アルフレッド・ジャリ：小説家
- アンリ・ルソー：画家
- アンドレ・ベルソール：旅行家、詩人。アカデミー・フランセーズ会員
- マキシム・ギュイヨン：騎手
- ピエール＝エメリク・オーバメヤン : サッカー選手

## 姉妹都市
- ボストン (イングランド)、イギリス
- メットマン、ドイツ
- ガンディア、スペイン
- ラヴァル (ケベック州)、カナダ
- ハルキディキ、ギリシャ
- ガランゴ、ブルキナファソ
- ヴァタヴァ、ルーマニア